# Sorbaria tomentosa
Sorbaria tomentosa là loài thực vật có hoa trong họ Hoa hồng. Loài này được (Lindl.) Rehder miêu tả khoa học đầu tiên năm 1938.